# Тироксин

Структурная формула тироксина

Тирокси́н (тетраиодтиронин, 2-амино-3-[4-(4-гидрокси-3,5-дииодфенокси)-3,5-дииодфенил]пропионовая кислота, Т4) — основная форма тиреоидных гормонов щитовидной железы. Является прогормоном к трийодтиронину.

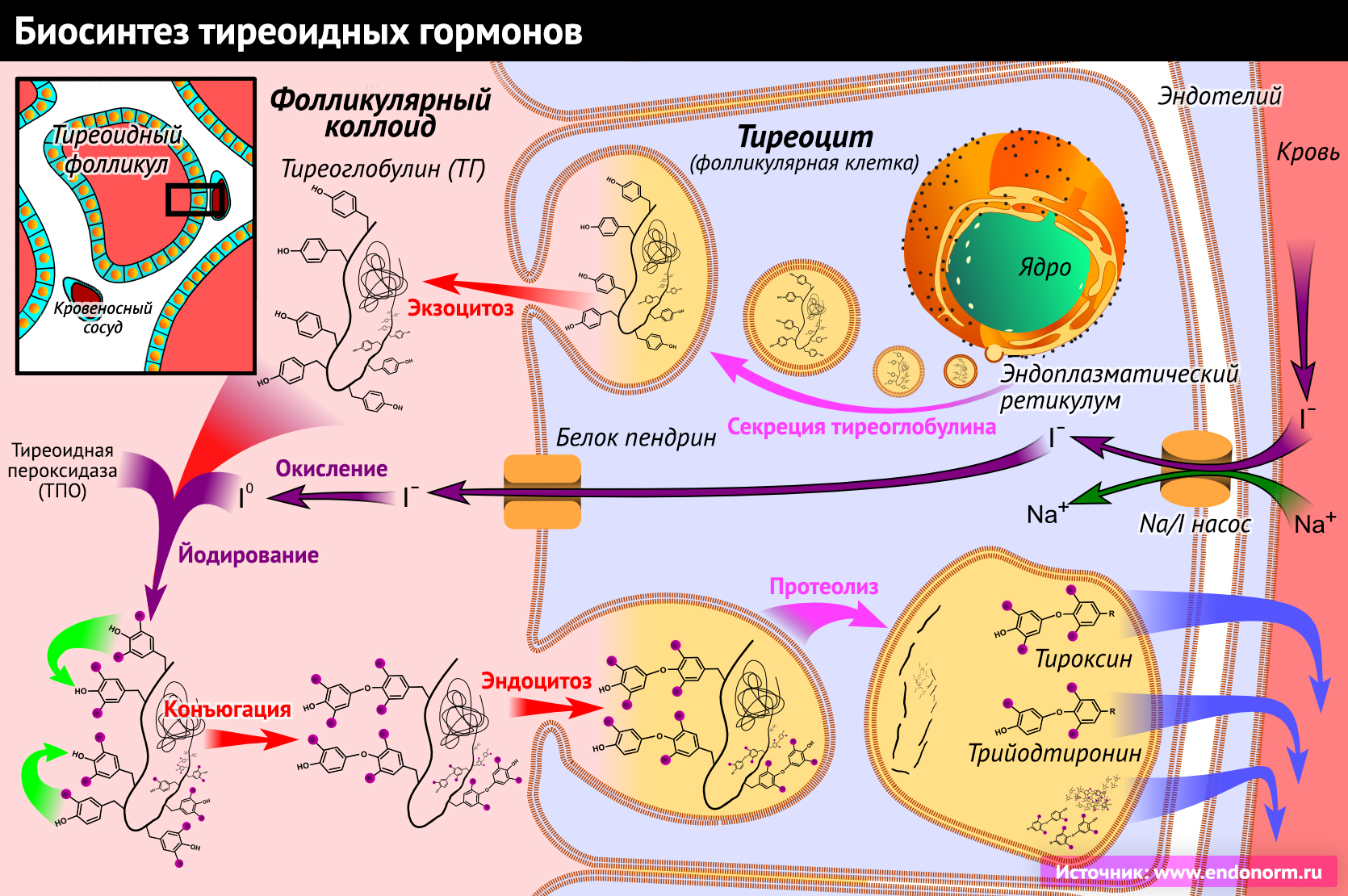
Синтез тиреоидных гормонов в присутствии тиреоидной пероксидазы.

Тироксин биологически малоактивен, в периферических тканях с помощью металлофермента селен-зависимой монодейодиназы конвертируется в более активную форму — трийодтиронин. Тироксин образуется в результате присоединения йода к L-тирозину.
От 2/3 до 4/5 общего количества тиреоидных гормонов, производимых щитовидной железой, поступает в кровь в форме тироксина, и лишь 1/3-1/5 — в форме трийодтиронина.
Транспорт тироксина в крови осуществляют белки транстиретин, тироксинсвязывающий глобулин, альбумин.

## История
Эдвард Кэлвин Кендалл впервые выделил тироксин из сухих препаратов щитовидной железы в 1914/1915 годах. Чарльз Роберт Харингтон впервые охарактеризовал и синтезировал его 1926. В том же году тироксин был выпущен на рынок Георгом Фридрихом Хеннингом для лечения заболеваний щитовидной железы под названием «Тироксин Хеннинг».

## Химические свойства
Молекула тироксина содержит в себе 4 атома йода (тетрайодтиронина) отсюда и название Т4. Большая часть тироксина, циркулирующего по крови, связывается с тироксинсвязывающим глобулином, период полураспада которого примерно 8 дней.

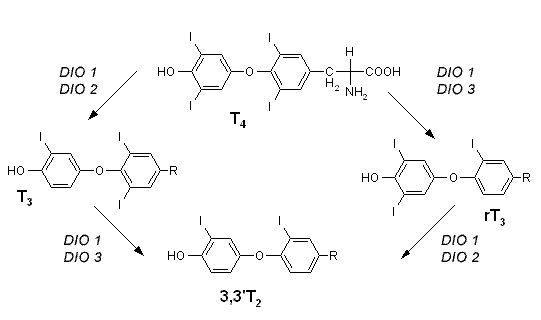
Т4: Тироксин; Т3: 3,3',5-Трийод-L-тиронин; rT3: 3,3',5'-Трийод-L-тиронин

## Аналитика
Иммунологические и радиоиммунологические методы фермента доступны для обнаружения сывороточного тироксина и терапевтического контроля. Кроме того, связь ВЭЖХ с масс-спектрометрией используется для специальных аналитических задач.

## Выработка тироксина
Тироксин вырабатывается фолликулярными клетками щитовидной железы под контролем тиреотропного гормона (ТТГ). Тироксин имеет свойство накапливаться в ткани щитовидной железы. Этот гормон оказывает более длительное действие, чем многие другие гормоны, поэтому поддержание его постоянного уровня имеет жизненно важное значение для организма. Механизм высвобождения тироксина из щитовидной железы в кровь регулируется его концентрацией в крови. Избыток тироксина подавляет его собственное выделение, тормозя выделение тиреолиберина (ТРГ) гипоталамусом и тиреотропного гормона (ТТГ) аденогипофизом. При снижении в крови уровня тироксина снимается его тормозящее влияние на секрецию ТРГ и ТТГ. Продолжительное охлаждение организма, влияя на центр терморегуляции гипоталамуса, приводит к производству тиреолиберина в гипоталамусе, тиреолиберин действует на аденогипофиз, который вырабатывает тиреотропный гормон (ТТГ), а этот гормон действует на щитовидную железу, в которой усиливается синтез и секреция тироксина.
Небольшая часть тироксина циркулирует по крови в свободной форме. В большинстве случаев транспорт тироксина осуществляется в связанном виде.

## Функции
Тироксин влияет на все ткани организма, для него нет специфичных клеток-мишеней. Этот гормон способен проникать через мембрану и соединяться с рецепторами в каждой клетке организма.
Основной функцией тироксина является активация процессов метаболизма, которая осуществляется через стимуляцию синтеза РНК и соответствующих белков. Тироксин влияет на обмен веществ, повышает температуру тела, контролирует рост и развитие организма, увеличивает синтез белков и чувствительность к катехоламинам, увеличивает частоту сердечных сокращений, утолщает слизистую оболочку матки. Усиливает окислительные процессы в клетках всего организма, в частности и клетках мозга. Тироксин важен для надлежащего развития и дифференцировки всех клеток человеческого тела, также может стимулировать метаболизм витаминов.

## Патологии
Чрезмерная и недостаточная активность щитовидной железы может сопровождаться увеличением её размеров. При повышенной секреции тироксина развивается гипертиреоз. Крайняя степень гипертиреоза называется базедовой болезнью и может привести к сердечной недостаточности. Недостаток гормона или гипотиреоз в раннем возрасте может привести к кретинизму, а в более зрелом возрасте к микседеме.
Тироксин помогает снизить количество креатинфосфокиназы в крови при большинстве видов миопатий. Исключением является только тиреоидная миопатия, потому что тироксин связывается с миофибриллами и при избыточном содержании тироксина этот гормон вызывает нарушение сократительной функции миофибрилл.
Тиреотоксикоз служит причиной слабости и атрофии отдельных мышечных групп в сочетании с миопатическими изменениями на ЭМГ.
При подозрении на миопатию пациенту обязательно даётся направление к врачу генетику для того чтобы исключить генетическую причину слабости и атрофии отдельных мышечных групп в организме. В большинстве случаев миопатия является генетическим заболеванием.
Определение диагноза методом исключения является распространённой практикой в доказательной медицине. Сдаются разные анализы до тех пор пока не найдётся причина плохого самочувствия пациента.

## Применение в медицине
L-тироксин или левотироксин — синтетический аналог тироксина. Он используется для нормализации работы щитовидной железы при гипотиреозе. L-тироксин стимулирует рост и развитие тканей, повышает их потребность в кислороде, стимулирует обмен веществ, повышает работу нервной и сердечно-сосудистой систем. При повышенных дозах L-тироксин угнетает выработку гормонов гипоталамуса (ТРГ) и аденогипофиза (ТТГ). L-тироксин легко поглощается пищеварительной системой.